# Cercomacra
Cercomacra és un gènere d'ocells de la família dels tamnofílids (Thamnophilidae).

## Taxonomia
Segons la Classificació del Congrés Ornitològic Internacional (versió 14.2, 2024) aquest gènere està format per 7 espècies:
- Cercomacra manu - formiguer del Manu[4]
- Cercomacra brasiliana - formiguer de Rio de Janeiro[5]
- Cercomacra cinerascens - formiguer gris[6]
- Cercomacra melanaria - formiguer del Mato Grosso[7]
- Cercomacra ferdinandi - formiguer de l'illa de Bananal[8]
- Cercomacra carbonaria - formiguer del Branco[9]
- Cercomacra nigricans - formiguer endolat[10]